# 함안 이씨
함안 이씨(咸安李氏)는 경상남도 함안군을 본관으로 하는 한국의 성씨이다.

## 역사
원조 이원서(李元敍)는 위위시주부동정(衛慰時主簿同正)을 역임했다고 한다.
시조(始祖) 이상(李尙)이 고려 고종 때 광록대부(光祿大夫)에 오르고 파산군(巴山君)에 봉해졌다고 한다.
이상(李尙)의 손자인 이방실(李芳實)이 공민왕 때 홍건적을 격퇴한 공으로 추성협보공신(推誠協輔功臣)에 봉해지고 중서시랑평장사에 이르렀다.

## 본관
함안(咸安)은 경상남도 남부 중앙에 위치하는 지명이다. 변한(弁韓)이었고, 가락국(駕洛國)의 6가야 중 아라가야(阿那伽倻)이었다. 신라 경덕왕 때 함안군(咸安郡)으로 불리게 되었다. 고려시대 995년(성종 14)에 함주(咸州), 1018년(현종 9)에 함안군(郡), 1172년(명종 2)에 함안현(縣), 1374년(공민왕 22)에 함안군, 조선시대 1505년(연산군 10)에 함안도호부(都護府), 1506년(중종 1)에 함안군이 되었다.

## 인구
- 2015년 함안 이씨 41,064명 + 파산 이씨 2,660명 = 43,724명